# Посольство России в КНДР
Посо́льство Росси́йской Федера́ции в Коре́йской Наро́дно-Демократи́ческой Респу́блике (кор. 조선민주주의인민공화국주재 로씨야련방대사관) — дипломатическое представительство России, расположенное в столице КНДР Пхеньяне. Чрезвычайный и полномочный посол Российской Федерации в КНДР — Александр Иванович Мацегора.
Комплекс посольства был построен в 1957 году по проекту советских архитекторов Леонида Бернардовича Сегала (1909—1989) и Максима Григорьевича Эйнгорна, работавших в Управлении проектирования варшавского Дворца культуры и науки при Исполнительном Комитете Московского Городского Совета депутатов трудящихся.
10 апреля 2017 года на здании посольства открыта мемориальная доска с надписью «Здесь служил Родине Герой России Андрей Карлов» и барельефом.